# 葉山村 (高知県)
葉山村（はやまむら）は、高知県高岡郡にあった村。
村名は古来半山郷に属したこと、および木の葉のように見える村域の形状と山がちな立地による。

## 沿革
- 1889年4月1日 - 町村制施行に伴い高岡郡に以下の2村が成立。
  - 上半山村 ← 赤木村、杉ノ川村、白石村、大野村、黒川村
  - 下半山村 ← 窪川村、貝ノ川村、三間ノ川村、姫之野村、新土居村、樺ノ川村、西谷村、永野村
- 1956年9月30日 - 上半山村と下半山村が合併して葉山村となる。
- 2005年2月1日 - 東津野村と合併して津野町となる。